# Njemački jezici
Njemački jezici,  grana visokonjemačkih jezika šire zapadnogermanske skupine germanskih jezika koji se govore u središnjoj Europi a obuhvaća 19 jezika, od kojih je jedan izumro, starofranački. 

## Raširenost njemačkih narječja
Narječja su prirodni dio njemačkog jezika i nekada su bili podloga za stvaranje današnjeg novog gornjenjemačkog pisanog jezika. Područja na kojima su danas u upotrebi njemačka narječja uglavnom su u Njemačkoj, Austriji, Luksemburgu, području koje nastanjuju njemački Švicarci, Danskoj (u južnom Jütlandu, odnosno sjevernom Schleswigu) i u Lihtenštajnu.
Još uvijek postoje njemački jezični "otoci" u Poljskoj, Češkoj, Slovačkoj, Mađarskoj, Sloveniji i Namibiji, kao i u Pennsylvaniji.
Time su ugrubo ocrtana današnja područja u kojima se koriste njemačka narječja. Međutim, ako se pobliže promatra, pažljivi će promatrač uočiti, da se jezične granice iz povijesnih razloga u puno slučajeva ne podudaraju s državnim granicama. 
Već na zapadu počinju odstupanja: belgijsko-francuska, odnosno njemačko-francuska granica ne poklapaju s jezičnim područjima. U Belgiji, u dijelu koji je francusko govorno područje govori se germanski nizozemski, odnosno flamanski, a na njemačko-francuskoj granici njemačka narječja zadiru daleko preko njemačke granice. U Kantonu Eupen-St. Vith u istočnoj Belgiji danas živi 65.000 Nijemaca. Oni su u valonskoj regiji dio državno priznate Zajednice korisnika njemačkog jezika Belgije i u tom Kantonu je njemački službeni i školski jezik. 
U jugoistočnom dijelu Nizozemske također postoji njemačko govorno područje s oko 100.000 korisnika.
Na zapadnoj jezičnoj granici njemačka su narječja u povlačenju pred francuskim: samo u području Elzasa i Lotaringije područje je smanjeno za 30 km² - u staroj je njemačkoj Lotaringiji gotovo izumro, a u susjednom se Elzasu upravo odvija jezična svađa - mlađa generacija govori gotovo isključivo francuski.

## Današnji položaj njemačkih narječja
U Njemačkoj su narječja u teškom položaju. Na zapadu je potisnut polunarječima (narječjem obilježen gornjenjemački), a zadržao se samo na sjeveru (Schleswig-Holstein, Mecklenburg itd.). Veći broj korisnika jesu Saksonci i Tirinžani jer je njihovo narječje imalo "poseban status" u bivšem DDRu, koji inače nije bio naklonjen dijalektima. Međutim, i tamo se rijetko zadržao izvorni oblik narječja, uglavnom prevladava regionalno obojen izgovor gornjenjemačkog, a mnogi korisnici pokušavaju i to potisnuti. U Baden-Württembergu (i to prije svega na jugu) i u velikim dijelovima Bavarske još uvijek prevladava dijalekt. 
Na zapadu su donjefranačko i frizijsko narječje započeli neku vrstu "vlastitog života" i sami sebe smatraju samostalnim jezikom. Isto se primjećuje i u Luksemburgu, gdje on sam sebe doživljava kao "franačku granu".
U Austriji se uvriježena narječja i dalje redovno govore, istina prije svega u seoskim područjima. Značajno povlačenje narječja primjećuje se samo u Beču, gdje prema procjenama još samo oko 10% govori tradicionalni bečki. Većina koristi neki drugi dijalekt ili govori njemački s austrijskim naglaskom. Ovakvo nazadovanje narječja nešto je manje izraženo u drugim pokrajinama osim u glavnim gradovima i u područjima gdje živi puno doseljenika.
U Švicarskoj su narječja osvojila teren na štetu književnog jezika. Do II. svjetskog rata narječja su bila u povlačenju pred književnim jezikom i koristila se samo privatno i u neformalnim razgovorima. S izbijanjem rata, švicarski su se Nijemci okrenuli svojim narječjima i ponovo ih oživili. U drugoj polovici 20. stoljeća u Švicarskoj se dogodio svojevrsni "val narječja" koji je doveo do toga, da je književni jezik potisnut iz svakodnevne upotrebe i koristi se još samo na formalnoj razini (parlament, školska nastava, najave u sredstvima javnog prijevoza i sl.) Taj val narječja ne može se objasniti isključivo obrambenim stavom u odnosu na Nijemce nakon izbijanja rata. Važnu ulogu je odigrala i kultura mladih koji su iznjedrili pokret roka na narječju, a također i podrška koju su narječjima dale lokalne radiostanice.

## Klasifikacija
Njemački jezici (19):
A. srednjonjemački jezici (8):
a1. istočni srednjonjemački jezici (4): Njemačka, Poljska: donjošleski, gornjosaksonski, njemački standardni; novopriznati vilamovski.
a2. zapadni srednjonjemački jezici (4) Luksemburg, Njemačka, Nizozemska, SAD:  
a. Mozelski franački (1): luksemburški.
b. rajnskofranački (1): Falački jezik.
c. ripuarijski franački (1): kelnski.
d. pensilvanijski njemački. Pennsylvania.
B. gornjonjemački jezici  (8) Njemačka, Austrija, Italija, Švicarska, Kanada, Venezuela: 
b1. Alemanski jezici (4): alemán coloneiro, alemanski ili švicarski njemački, švapski, walserski.
b2. bavarsko-austrijski jezici (4): bavarski, cimbrijski, hutteritski, mócheno.
C. starofranački jezik †, Njemačka.

## Vanjske poveznice
- Ethnologue (14th)
- Ethnologue (15th)